# رينيه أوكونور
إيفلين رينيه أوكونور (بالإنجليزية: Renee O'Connor)‏ (ولدت في 15 فبراير 1971) ممثلة ومنتجة ومخرجة أميركية عرفت عن دور غابرييل في المسلسل التلفزيوني زينا: الأميرة المحاربة.

## نشأتها
نشأت أوكونور في هيوستن، ونشأت في ضاحية كاتي بولاية تكساس، لوالدتها ساندرا. درست التمثيل في سن الثانية عشرة في مسرح ألي في هيوستن، تكساس. التحقت بمدرسة كيندر الثانوية للفنون الأدائية والبصرية في هيوستن، وظهرت لأول مرة كراقصة بوركي بيغ في مدينة ملاهي سيكس فلاجز أستروورلد في المدينة. بعد ذلك، انتقلت إلى لوس أنجلوس، كاليفورنيا، لمتابعة مسيرتها التمثيلية.

## روابط خارجية
- رينيه أوكونور على موقع IMDb (الإنجليزية)
- رينيه أوكونور على موقع ألو سيني (الفرنسية)
- رينيه أوكونور على موقع ميوزك برينز (الإنجليزية)
- رينيه أوكونور على موقع تيرنر كلاسيك موفيز (الإنجليزية)
- رينيه أوكونور على موقع أول موفي (الإنجليزية)
- رينيه أوكونور على موقع قاعدة بيانات الأفلام السويدية (السويدية)
- رينيه أوكونور على موقع إن إن دي بي (الإنجليزية)
- رينيه أوكونور على موقع قاعدة بيانات الفيلم (الإنجليزية)
- رينيه أوكونور على موقع كينوبويسك (الروسية)
- الموقع الرسمي